# Kaseki
Kaseki é um filme de drama japonês de 1974 dirigido e escrito por Masaki Kobayashi. Foi selecionado como representante do Japão à edição do Oscar 1975, organizada pela Academia de Artes e Ciências Cinematográficas.

## Elenco
- Shin Saburi - Tajihei Kazuki
- Mayumi Ogawa - Akiko Kazuki
- Keiko Kishi - Morte
- Komaki Kurihara - Kiyoko Kazuki
- Haruko Sugimura - sogra
- Hisashi Igawa - Funazu